# Václav Přerost
Václav Přerost (16. dubna 1918 Hnačov – 31. prosince 1943 Dunnygask) byl český pilot Royal Air Force v období druhé světové války.

## Život

### Před druhou světovou válkou
Václav Přerost se narodil 16. dubna 1918 v Hnačově na Klatovsku. V rámci akce Tisíc nových pilotů republice organizované Masarykovou leteckou ligou získal v roce 1937 na klatovském letišti pilotní oprávnění. Poté nastoupil do vojenského leteckého učiliště v Chebu, kde 20. září 1938 dosáhl kvalifikace armádního pilota. Následně sloužil u Leteckého pluku 3 v Piešťanech. Dosáhl hodnosti svobodníka.

### Druhá světová válka
Po německé okupaci opustil Václav Přerost 13. června 1939 ilegálně Protektorát Čechy a Morava a přes Polsko se dostal do Francie, kde vstoupil do cizinecké legie. Po vypuknutí druhé světové války byl ze závazku propuštěn, dne 2. října 1939 prezentován u československé zahraniční jednotky a poté zařazen k francouzskému letectvu. Do bojů o Francii se nezapojil, nestihl dokončit výcvik. Po jejím pádu v červnu 1940 se přes Casablancu evakuoval do Spojeného království. Zde byl v Cosfordu 26. července téhož roku přijat do Royal Air Force. Po absolvování předepsané operační činnosti působil jako letecký instruktor. Oženil se, narodila se mu dcera. Zahynul 31. prosince 1943 během cvičného letu u osady Dunnygask ve Skotsku. Pohřben byl 4. ledna 1944 na hřbitově Gradnsable v Polmontu. Dosáhl hodnosti rotmistra.

## Ocenění

### Vyznamenání
- 1942 Československá medaile Za chrabrost před nepřítelem
- 1944 Československý válečný kříž 1939

### Posmrtná ocenění
- Václavu Přerostovi byla v roce 1944 in memoriam udělena Pamětní medaile československé armády v zahraničí
- Václav Přerost byl v roce 1947 in memoriam povýšen do hodnosti poručíka a poté plukovníka
- Václavu Přerostovi byla na rodném domě v Hnačově odhalena pamětní deska[4]
- Václavu Přerostovi byl na hřbitově v Klatovech odhalen pamětní kámen s kenotafem[5]